# Girecourt-sur-Durbion
Girecourt-sur-Durbion  é uma comuna francesa na região administrativa de Grande Leste, no departamento de Vosges. Estende-se por uma área de 6,92 km². Em 2010 a comuna tinha 355 habitantes (densidade: 51,3 hab./km²).